# Ganguelia gossweileri
Ganguelia gossweileri là một loài thực vật có hoa trong họ Thiến thảo. Loài này được (S.Moore) Robbr. mô tả khoa học đầu tiên năm 1996.